# Мерита
Мерита (лат. Meryta) — один из родов семейства аралиевых. Систематизирована в 1776 году.

## Ареал
Ареал — острова Океании с тропическим и субтропическим климатом. Из выделяемых в роде 27 видов 11 являются эндемиками Новой Каледонии. Пука (Meryta sinclairii), эндемик Новой Зеландии, произрастает до 36° южной широты.

## Ботаническое описание
Виды мериты — невысокие (до 8 м) смолистые деревья с крупными листьями. Что нехарактерно для аралиевых, мерита относится к двудомным растениям. Листья кожистые, очередные или густорасположенные на вершине побега. Цветки густо расположены в метёлках.
Для растений, особенно молодых, крайне опасны заморозки.

## Применение
Некоторые виды мериты выращиваются как декоративные растения.

## Виды
Согласно данным сайта Королевских ботанических садов Кью род насчитывает 27 видов:
| - Meryta angustifolia (Endl.) Seem. - Meryta balansae Baill. - Meryta brachypoda Harms - Meryta capitata Christoph. - Meryta choristantha Harms - Meryta coriacea Baill. - Meryta denhamii Seem. - Meryta drakeana Nadeaud - Meryta lanceolata J.R.Forst. & G.Forst. typus - Meryta latifolia (Endl.) Seem. - Meryta lucida J.W.Moore - Meryta macrophylla (W.Rich ex A.Gray) Seem. - Meryta malietoa P.A.Cox - Meryta mauluulu P.A.Cox | - Meryta mauruensis Nadeaud - Meryta neoebudica (Guillaumin) Harms - Meryta oxylaena Baill. - Meryta pachycarpa Baill. - Meryta pandanicarpa Guillaumin - Meryta pauciflora Hemsl. ex Cheeseman - Meryta raiateensis J.W.Moore - Meryta salicifolia J.W.Moore - Meryta schizolaena Baill. - Meryta senfftiana Volkens - Meryta sinclairii (Hook.f.) Seem. — Пука, или Мерита Синклера - Meryta sonchifolia (Linden) Linden & André - Meryta tenuifolia A.C.Sm. |